# Laura Tohe
Laura Tohe (Fort Defiance, Arizona, 1952) és una escriptora navaho. Llicenciada en psicologia i filologia anglesa per diverses universitats, de caràcter feminista.

## Obres
- No parole today (1999)
- Making friends with water (1986), poemes.